# Embioctonus setiger
Embioctonus setiger är en stekelart som beskrevs av Lubomir Masner 1980. Embioctonus setiger ingår i släktet Embioctonus och familjen Scelionidae. Inga underarter finns listade i Catalogue of Life.